# إدوارد فرينش
إدوارد فرينش (بالإنجليزية: Edward French)‏ هو فنان ماكياج أمريكي، ولد في 17 أبريل 1951 في بوسطن في الولايات المتحدة.

## وصلات خارجية
- إدوارد فرينش على موقع IMDb (الإنجليزية)
- إدوارد فرينش على موقع قاعدة بيانات الفيلم (الإنجليزية)